# Gare d’Uckange
Gare d’Uckange vasútállomás Franciaországban, Uckange településen.

## Vasútvonalak
Az állomást az alábbi vasútvonalak érintik:
- Metz-Ville-Zoufftgen-vasútvonal

## Kapcsolódó állomások
A vasútállomáshoz az alábbi állomások vannak a legközelebb:
- Gare de Thionville
- Gare d’Hayange
- Gare d’Hagondange